# Krzysztof Grzesiowski (siatkarz)
Krzysztof Grzesiowski (ur. 10 maja 1981) – polski siatkarz, grający w klubie Rajbud GTPS Gorzów Wielkopolski na pozycji przyjmującego. Ma brata bliźniaka Marka.